# Phim truyện truyền hình Ấn Độ
Phim truyền hình Ấn Độ hay phim bộ Ấn Độ (tiếng Anh: Indian soap opera hay Indian serials) là thể loại kịch xà phòng được viết kịch bản, sản xuất và quay tại Ấn Độ, có các nhân vật do đích thân người Ấn thủ vai với các tập phim được phát sóng trên truyền hình Ấn Độ.
Bộ phim dạng kịch xà phòng đầu tiên của Ấn Độ là Hum Log (Chúng ta), kết thúc trong vòng 154 tập. Bộ phim Abhhishekam (tiếng Telugu) là series phim dài nhất trong lịch sử truyền hình Ấn Độ với hơn 3.100 tập vào tháng 12 năm 2018. Phim Tình yêu diệu kỳ là bộ phim tiếng Hindi dài nhất trong lịch sử truyền hình Ấn Độ với hơn 2.800 tập vào tháng 12 năm 2018.
Các ngôn ngữ thông dụng nhất trong phim bộ Ấn Độ gồm có: tiếng Hindi, tiếng Marathi, tiếng Gujarat, tiếng Bengal, tiếng Tamil, tiếng Kannada, tiếng Oriya, tiếng Telugu và tiếng Malayalam, mặc dù nhiều bộ phim có chứa hỗn hợp ngôn ngữ chủ đạo và tiếng Anh.
Phim truyền hình Ấn Độ còn được phát sóng tại Nam Á, Đông Nam Á, Trung Á, Trung Đông, Bắc Phi và khu vực châu Phi nói tiếng Pháp.